# Bryan Ansell
Bryan Charles Ansell (* 11. Oktober 1955; † 30. Dezember 2023) war ein britischer Rollenspiel- und Tabletop-Spiel-Autor. 1985 wurde er CEO von Games Workshop, und kaufte schließlich das Unternehmen von Steve Jackson und Ian Livingstone. Ansell verlagerte Games Workshop von London nach Nottingham und änderte den Fokus der Firma von Rollenspielen auf das Warhammer-Tabletop und der Herstellung von Miniaturen, was sehr erfolgreich wurde.

## Ausbildung
Ansell besuchte die Nottingham Boys High School und die Volkshochschule.

## Asgard Miniatures
Nach der Schule wurde Ansell Miniaturen-Modellierer für Conquest Miniatures. 1976 gründete Ansell, zusammen mit Steven Fitzwater und Paul Sulley, Asgard Miniatures in Nottingham. Ursprünglich wurde das Unternehmen von Sulleyy geleitet, Ansell und Nick Bibby modellierten die Miniaturen, Garry Parsons fertigte die Gussformen und Jamie Sims goss die Miniaturen. Während dieser Zeit gab Ansell auch das Fanzine Trollcrusher heraus.
Ende 1978 verließ Ansell Asgard Miniatures und schloss sich mit Games Workshop zusammen, um das Unternehmen Citadel Miniatures zu gründen, das 25 mm große historische und Fantasy-Miniaturen für die von Games Workshop herausgegebenen Spiele produzierte.:45 Ansell entwickelte Warhammer Fantasy (1983) mit und Richard Halliwell.:47 Die Verkäufe von Rollenspielen begannen branchenweit zu schwächeln, und die von Citadel produzierten Miniaturen und Kriegsspiele wurden zur profitabelsten Produktlinie des Unternehmens. Im Jahr 1985 wurde Ansell zum Geschäftsführer von Games Workshop ernannt.:47 Ansell kündigte daraufhin an, Games Workshop von London in seine Heimatstadt Nottingham zu verlegen, wo sich Citadel Miniatures befand. Außerdem wollte Ansell den Schwerpunkt der Hauszeitschrift White Dwarf von Games Workshop von Rollenspielen auf die Förderung von Warhammer-Produkten verlagern. Ian Marsh, der gerade Redakteur des White Dwarf geworden war, war mit den vorgeschlagenen Änderungen nicht einverstanden, weigerte sich, nach Nottingham zu ziehen, und trat nach nur vier Ausgaben als Redakteur des White Dwarf zurück. In White Dwarf #77, Marshs letzter Ausgabe, bildete der erste Buchstabe jedes Artikels im Inhaltsverzeichnis ein Akrostichon, das „SOD OFF BRYAN ANSELL“ (dt.: HAU AB, BRYAN ANSELL) lautete.:48
Zusammen mit Rick Priestley, Alan und Michael Perry, Richard Halliwell, John Blanche, Jervis Johnson und Alan Merrett war Ansell für den Warhammer-Boom (später Warhammer Fantasy Battle) Mitte bis Ende der 1980er Jahre verantwortlich.
Ansell leitete im Dezember 1991 ein Management-Buyout des Unternehmens ein und konzentrierte Games Workshop auf seine lukrativsten Produktlinien: die Tabletop-Spiele Warhammer Fantasy Battle (WFB) und Warhammer 40.000 (WH40k). Das Unternehmen expandierte schnell und 1991 verkaufte Bryan Ansell seine Anteile an Tom Kirby, behielt aber die gesamte Games Workshop-Sammlung von bemalten Miniaturen und Kunstwerken.

## Guernsey
Nachdem er seine Anteile an Games Workshop verkauft hatte, zog Ansell nach Guernsey und gründete 1991 Guernsey Foundry um ein großes Sortiment an Miniaturen im Hintergrund des Wilden Westens, des Siebenjährigen Krieges und Schwarzafrikas zu produzieren.

## Wargames Foundry
Wargames Foundry (ursprünglich Bryan Ansell Miniatures Limited) wurde 1983 als Ruhestandsbeschäftigung für Bryan Ansells Vater, Clifford Ansell, gegründet, der als Bergbauingenieur mit Spezialisierung auf Staubbekämpfung, in der Royal Navy und als Mathematiklehrer Karriere gemacht hatte. Wargames Foundry war sehr schnell einsatzbereit und verkaufte ursprünglich eine Reihe von historischen Miniaturen, die von Citadel eingestellt worden waren. Die Modellierer von Citadel/Games Workshop, Alan und Michael Perry, wollten in ihrer Freizeit ebenfalls historische Miniaturen für Foundry herstellen und fuhren fort, weitere historische Figuren für Foundry zu produzieren. Rechte, Formen und Meistergüsse wurden weiterhin an Foundry übertragen, bis Bryan 1991 seine Anteile an Games Workshop verkaufte. Wargames Foundry verkauft weiterhin eine Reihe von Metallfiguren für historische, Sci-Fi- und Fantasy-Tabletop-Spiele.

## Foundry Miniatures Limited
Um das Jahr 2000 zog Bryan Ansell nach Newark, verschmolz Wargames Foundry und Guernsey Foundry und übernahm die Leitung des Unternehmens, das die größte Auswahl an historischen und Fantasy-Miniaturen der Welt herstellt, bis er 2005 in den Ruhestand ging.

## Der „Lead Belt“
Ansells Entscheidung, Games Workshop in den 1980ern nach Nottingham zu verlagern, führte dazu, dass das Gebiet das Zentrum der britischen Tabletop-Industrie wurde und weil die Miniaturen zu Beginn aus Weißmetall gefertigt wurden, bekam das Gebiet den Spitznamen „Lead Belt“ (dt.: Bleigürtel).

## Tod
Ansell starb am 30. Dezember 2023 im Alter von 68 Jahres. Games Workshop Mitbegründer Ian Livingstone schrieb:

“Bryan, Steve Jackson and I set up Citadel Miniatures in 1978 as part of Games Workshop. He was a craftsman and dynamic entrepreneur who drove the growth of GW to the next level. Without Bryan, Warhammer would not have launched.”

„Bryan, Steve Jackson und ich gründeten Citadel Miniatures im Jahr 1978 als Teil von Games Workshop. Er war ein Handwerker und dynamischer Unternehmer, der das Wachstum von GW auf die nächste Stufe brachte. Ohne Bryan wäre Warhammer nicht auf den Weg gebracht worden.“